# 广西壁虎
广西壁虎（学名：Gekko kwangsiensis）壁虎科壁虎属的一种，由中国学者杨剑焕于2015年描述发表，模式产地为广西武鸣。
其种加词“kwangsiensis”意为“广西的”。

## 保护
本种于2023年被收录入《有重要生态、科学、社会价值的陆生野生动物名录》。